# Hyperméstra
Hyperméstra, též Hypermnéstra (starořecky Ὑπερμνήστρα, latinsky Hypermestra) je v řecké mytologii dcerou Danaa, krále v Libyi a později v Argu.
Byla nejmladší z Danaoven, padesáti dcer krále Danaa. Když její strýc Aigyptos chtěl násilím oženit svých padesát synů s padesáti Danaovnami, aby rozšířil svá území a moc, otec Danaos nařídil svým dcerám, aby o svatební noci každá svého ženicha zavraždila. Uposlechly všechny, kromě Hyperméstry. Ta se do svého ženicha Lynkea zamilovala a uchránila ho před smrtí.
Za tu zradu ji její otec nechal postavit před soud, avšak byla osvobozena. Za Lynkea se provdala, on se stal nástupcem Danaovým na argejském královském trůnu. Tato dvojice se stala prapředky slavných potomků, zejména hrdinů Persea a Hérakla.